# Gornje Pale
Gornje Pale är ett samhälle i Bosnien och Hercegovina.   Det ligger i entiteten Republika Srpska, i den sydöstra delen av landet, 19 km öster om huvudstaden Sarajevo. Gornje Pale ligger 871 meter över havet och antalet invånare är 716.
Terrängen runt Gornje Pale är huvudsakligen kuperad. Gornje Pale ligger nere i en dal. Runt Gornje Pale är det ganska tätbefolkat, med 67 invånare per kvadratkilometer.. Närmaste större samhälle är Sarajevo, 19,3 km väster om Gornje Pale. 
I omgivningarna runt Gornje Pale växer i huvudsak blandskog.